# Szellemgól
A szellemgól vagy fantomgól a labdarúgásban annak az esetnek a kifejezése, amikor a játékvezető gólt ítél annak ellenére, hogy a labda nem haladt át teljes terjedelmével a gólvonalon, vagy amikor a labda egyértelműen áthaladt a gólvonalon, de a játékvezető nem látja azt és nem ítél gólt. Az ilyen esetekből általában széles körű vita alakul ki.

## Eredete
A kifejezés José Mourinhótól ered, aki 2004 és 2007 között a Chelsea vezetőedzője volt. A 2004–2005-ös UEFA-bajnokok ligája elődöntőjében a Chelsea a Liverpoollal mérkőzött, amikor Ľuboš Micheľ játékvezető Luis García vitatható gólját megadta, amit William Gallas rúgott ki a gólvonal környékéről. A mérkőzést és a párharcot is ezzel az egy góllal nyerte a Liverpool, amely így bejutott a döntőbe. Mourinho az esetet a következőképpen jellemezte: „Egy olyan gól volt, ami a Holdról jött”. Az eset után a „szellemgól” és a „fantomgól” (angolul „ghost goal” vagy „phantom goal”) kifejezést széles körben kezdték használni a hasonló esetekre.

## Nemzetközi tornákon történt esetek

### 1966-os vb-döntő
Az 1966-os labdarúgó-világbajnokság döntőjében Anglia és az NSZK mérkőzött a Wembley Stadionban. A hosszabbítás 11. percében 2–2-es állásnál az angol Geoff Hurst lövése a felső kapufáról a gólvonal környékére, majd onnan kifelé pattant, egy német védő végül kifejelte az alapvonalon túlra. Az angolok már ünnepelték a gólt, a játékvezető, a svájci Gottfried Dienst nem tudott dönteni. Az asszisztenssel, az azeri származású Tofik Bahramovval való konzultálása után a gólt megadta. A németek az ilyen esetekre azóta a „Wembley-gól” (németül „Wembley-Tor”) kifejezést használják. Az angolok végül 4–2-re nyerték a mérkőzést és egyúttal a világbajnokságot is.

### 1996-os Eb, Románia–Bulgária
Az 1996-os Európa-bajnokságon, június 13-án, Dorinel Munteanu lövése kb. 30 centivel túlment a gólvonalon, de utána kipattant, és a játékvezető nem ítélt gólt. A románok ennek következtében elvesztették a meccset.

### 2010-es vb, Németország–Anglia
A 2010-es világbajnokságon, június 27-én a Németország–Anglia negyeddöntő 38. percében, – körülbelül egy perccel azután, hogy az angol csapat Matthew Upson révén szépített – 2–1-es német vezetésénél Frank Lampard lövése után a labda a felső kapufáról körülbelül 1 méterrel a gólvonal mögé pattant, majd onnan visszapattant a felső kapufára, ahonnan újra a földre, végül a kapus Manuel Neuer fogta meg. A játékvezető és az asszinsztens sem ítélt gólt, ha megadják, akkor a mérkőzés állása 2–2-re módosult volna. A mérkőzést végül a németek 4–1-re nyerték. A németek az 1966-os eset egyenlítéseképpen jellemezték a meg nem adott gólt.

### 2012-es Eb, Anglia–Ukrajna
A 2012-es Európa-bajnokságon, június 19-én a D csoport Anglia–Ukrajna mérkőzés 62. percében 1–0-s angol vezetésnél Marko Dević 11 méterről, laposan lőtt kapura, a labda megpattant az angol kapuson, majd a kapu felé tartott, amikor John Terry már csak a gólvonalon túlról tudta kirúgni a labdát. A tornán már az alapvonalakon is volt egy-egy játékvezető. Az alapvonalon álló Vad István asszisztens nem jelzett, Kassai Viktor nem adta meg a gólt. A visszajátszások alapján az is kiderült, hogy az akció elején Artem Milevszkij lesen állt, aki később Devićnek passzolta a labdát. Az ukránoknak győzniük kellett volna a csoportból való továbbjutásért, 1–1-es állás után még szűk félórájuk maradt volna a győzelem kiharcolására. A mérkőzést Anglia nyerte 1–0-ra, Ukrajna pedig kiesett. Másnap az UEFA Eb-játékvezetőinek főnöke, Pierluigi Collina elismerte, hogy hiba történt, az ukrán gól szabályos volt, és emberi hibának minősítette a történteket. A FIFA-elnök Joseph Blatter az eset után szükségszerűnek nevezte a videóbíró bevezetését.